# Gare de Bréauté - Beuzeville
La gare de Bréauté - Beuzeville est une gare ferroviaire française des lignes de Paris-Saint-Lazare au Havre, de Bréauté - Beuzeville à Fécamp et de Bréauté - Beuzeville à Gravenchon-Port-Jérôme. Elle est située au hameau de la Gare, sur le territoire de la commune de Bréauté, à proximité de Beuzeville-la-Grenier, dans le département de la Seine-Maritime, en région Normandie.
Elle s'appelle uniquement Beuzeville lorsqu'elle est mise en service en 1847 par la Compagnie du chemin de fer de Rouen au Havre, avant de devenir une gare de la Compagnie des chemins de fer de l'Ouest, puis de l'Administration des chemins de fer de l'État. En 1938, elle devient une gare du réseau de la Société nationale des chemins de fer français (SNCF). Un nouveau bâtiment voyageurs est édifié au début des années 1950.
La gare est desservie par des trains régionaux TER Normandie.

## Situation ferroviaire
Établie à 116 mètres d'altitude, la gare de bifurcation de Bréauté - Beuzeville est située au point kilométrique (PK) 202,216 de la ligne de Paris-Saint-Lazare au Havre, entre les gares fermées de Bolbec - Nointot et de Virville - Manneville. Elle est également l'origine de la ligne de Bréauté - Beuzeville à Fécamp, avant la gare de Grainville-Ymauville (fermée), et de la ligne de Bréauté - Beuzeville à Gravenchon-Port-Jérôme exploitée en fret seulement.
La gare dispose d'un faisceau de voies de service.

## Histoire
Beuzeville est l'une des treize stations mises en service le 22 mars 1847 par la Compagnie du chemin de fer de Rouen au Havre, lorsqu'elle ouvre à l'exploitation sa ligne de Rouen au Havre, en prolongement de la ligne de Paris à Rouen.

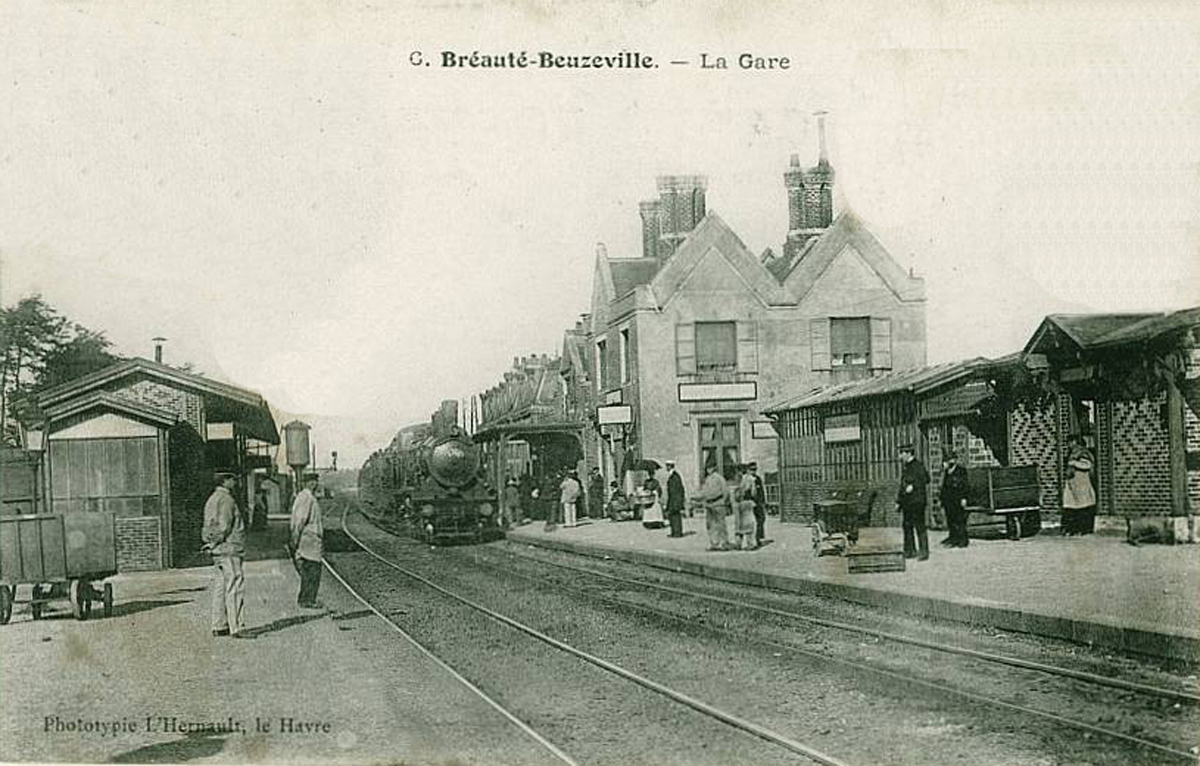
La gare vers 1900, avec l'ancien bâtiment voyageurs dû à l'architecte anglais William Tite.

Elle devient une gare de bifurcation le 25 février 1856, lors de l'ouverture à l'exploitation de la ligne de Bréauté - Beuzeville à Fécamp par la Compagnie des chemins de fer de l'Ouest.
La gare prend de l'importance le 20 juin 1881 avec l'ouverture du tronçon de Bréauté - Beuzeville à Bolbec, suivi le 31 juillet 1882 du prolongement jusqu'à Lillebonne.
Dans les années 1940-1950, l'ancienne gare est détruite et une nouvelle gare est édifiée sur le même emplacement.
La ligne de Bréauté - Beuzeville à Gravenchon-Port-Jérôme est fermée au trafic voyageurs au printemps 1969 mais connaît toujours un trafic fret important.
L'ensemble des quais et des installations voyageurs ont été remis à neuf en 2010. Afin de faciliter l'accès de la gare aux personnes à mobilité réduites, deux ascenseurs ont été installés pour rejoindre les quais.
En 2018, selon les estimations de la SNCF, la fréquentation annuelle de la gare est de 515 000 voyageurs (nombre arrondi à la centaine la plus proche).

## Service des voyageurs

### Accueil

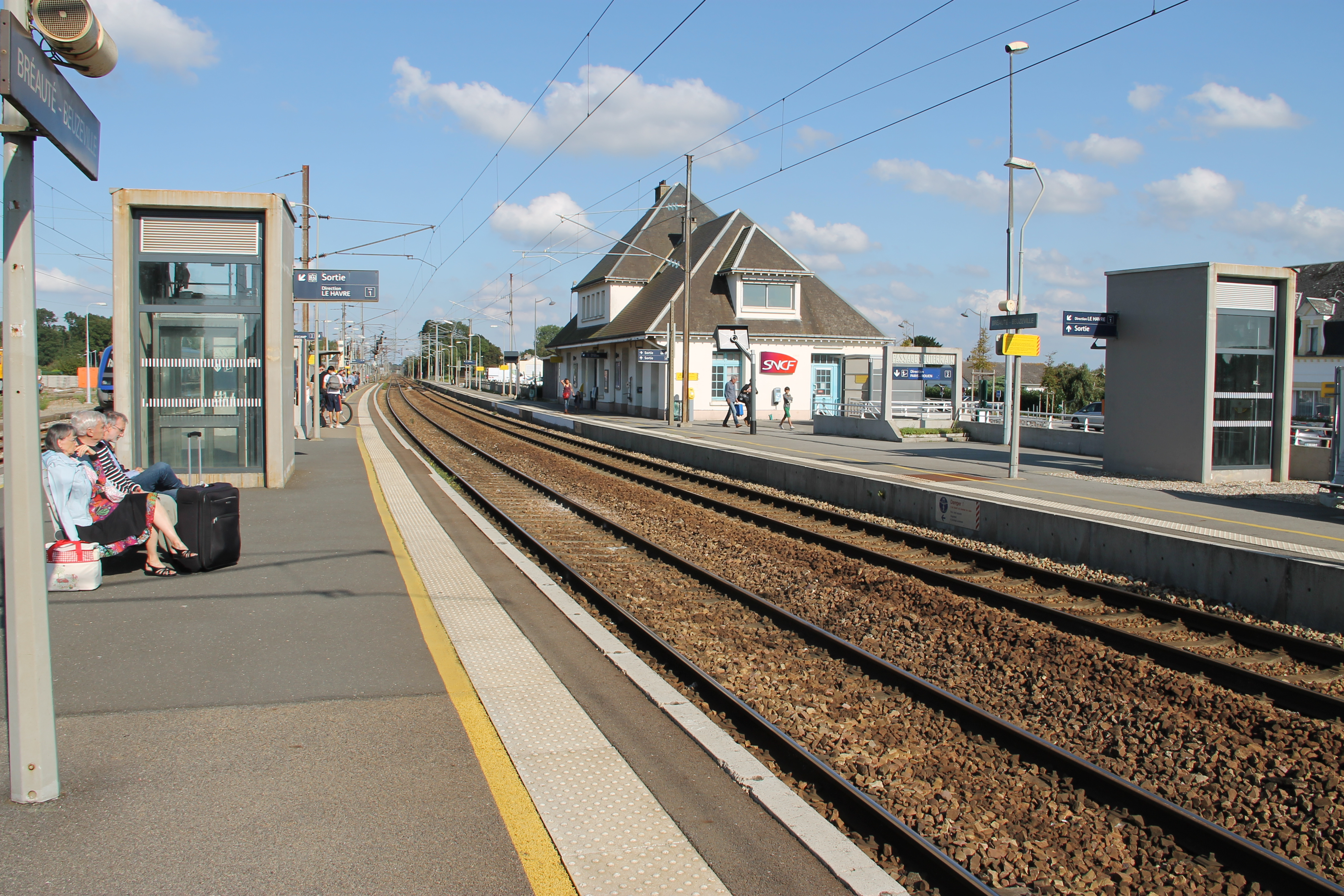
Les quais et les voies, avec le bâtiment voyageurs en arrière-plan.

Gare de la SNCF, elle dispose d'un bâtiment voyageurs, avec guichets, ouvert tous les jours. Elle est équipée d'automates pour l'achat de titres de transport. C'est une gare « Accès Plus », qui dispose d'aménagements, équipements et services pour les personnes à mobilité réduite.
Un souterrain, accessible par escaliers et ascenseurs, permet la traversée des voies et le passage d'un quai à l'autre.

### Desserte

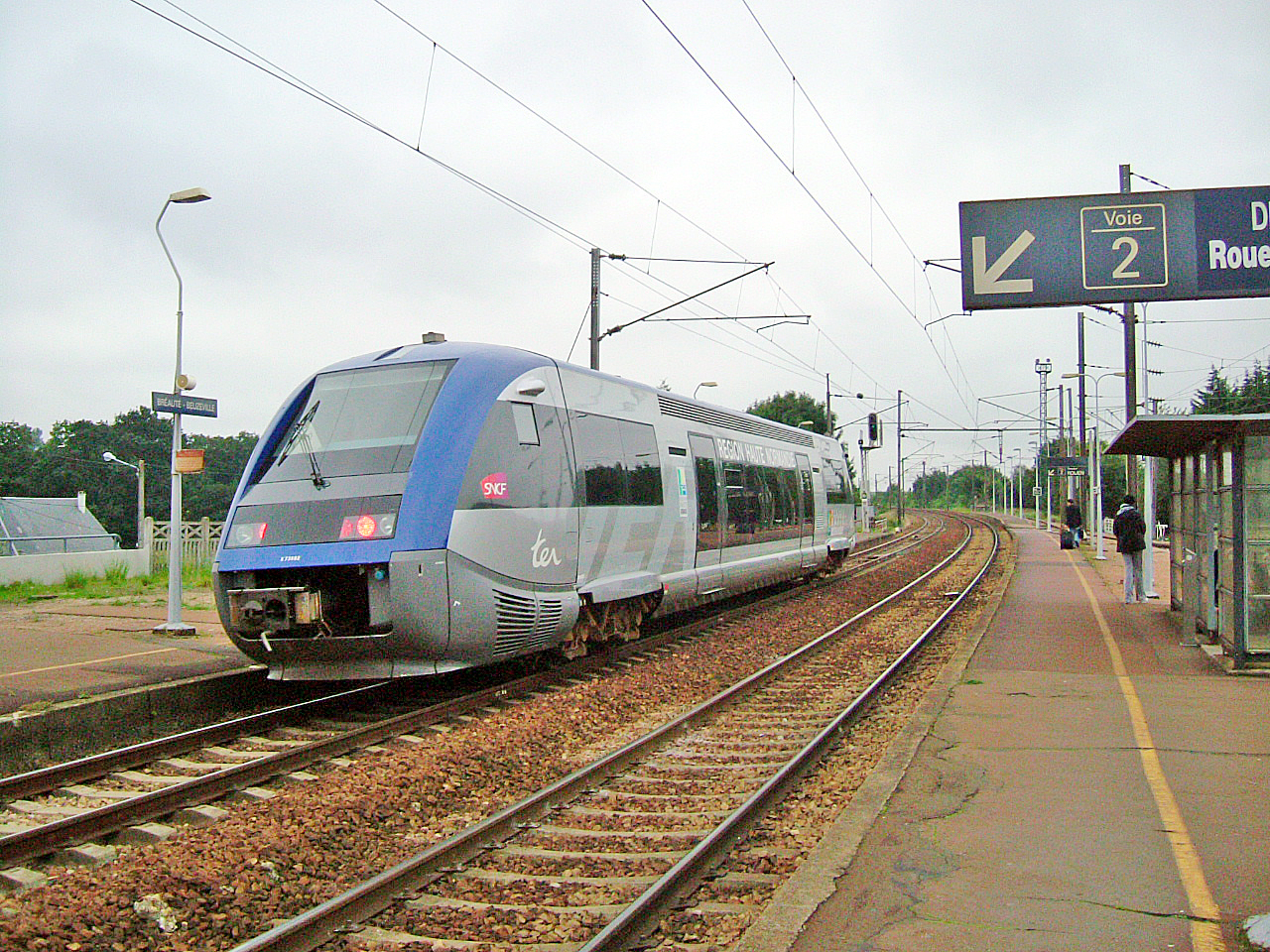
Desserte par un TER (rame X 73500).

La gare est desservie par des trains TER Normandie, sur la relation Le Havre – Rouen-Rive-Droite – Paris-Saint-Lazare.
C'est également une gare régionale, desservie également par des trains TER Normandie, sur les relations Le Havre – Rouen-Rive-Droite et Le Havre – Fécamp.

### Intermodalité
Un parc pour les vélos et un parking sont aménagés à ses abords.
Elle est desservie par des autocars TER Normandie (ligne de Bréauté - Beuzeville à Fécamp) et des cars départementaux (ligne 17, de Bréauté - Beuzeville à Étretat, et navette de Bréauté - Beuzeville à Bolbec).

## Service des marchandises
Disposant d'un faisceau de voies de services, la gare est ouverte au trafic du fret pour trains massifs en gare.

## La gare dans la culture populaire
La gare apparaît dans La Bête humaine, film de Jean Renoir sorti en 1938. C'est là que Lantier (Jean Gabin), s'arrête pour aller voir sa marraine qui est garde-barrière.
Elle apparaît également dans l'œuvre de Simenon, d'abord dans Pietr-le-Letton, puis dans Maigret et la Vieille Dame, à chaque fois sous un jour peu favorable.
La gare est évoquée dans Le triangle d'hiver de Julia Deck. Elle est également évoquée dans La peau noire des anges d'Yves-Marie Clément. Elle est encore évoquée dans Index de Camille Laurens.
La gare a donné son nom à un personnage (Madame de Bréauté-Beuzeville) dans le film La Famille Fenouillard.